# Louise d’Aumont Mazarin

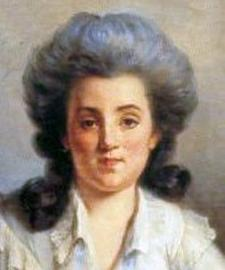
Louise d’Aumont

Louise Félicité Victoire d’Aumont (* 22. Oktober 1759 in Paris; † 13. Dezember 1826 ebenda) war Prinzessin von Monaco.
Sie wurde als Tochter von Louis-Marie, Herzog von Aumont (1732–1799) und dessen Gemahlin Louise-Jeanne de Durfort, Herzogin von Mazarin (1735–1781) geboren. Ihr voller Titel war Herzogin von Aumont, von Mazarin, Mayenne und La Meilleraye, Gräfin von Ferrette, Belfort, Thann, Rosemont, Baronin von Altkirch, Prinzessin von Château-Porcien, Marquise von Chilly und Guiscard. Als Nachkomme von Hortense Mancini, einer Nichte von Kardinal Mazarin, erbte sie all ihre Titel, als die männliche Linie erlosch. Später gingen diese auf das Haus Grimaldi über.
Am 15. Juli 1777 heiratete sie Prinz Honoré, ab 1814 Fürst Honoré IV. von Monaco.
Das Paar hatte zwei Söhne, die beide ihrem Vater als Fürsten folgten:
1. Fürst Honoré V. von Monaco (1778–1841)
2. Fürst Florestan von Monaco (1785–1856)

Im Jahr 1798 ließ sich das Paar scheiden und sie zog wieder nach Paris. Dort brachte sie noch zwei Töchter zur Welt, die Namen der Väter sind unbekannt:
- Amélie Célestine d’Aumont (* 1794 † 1875)
- Jeanne Marie d’Aumont († 1842)

1801 heiratete sie Rene Françcois Tirnand-d’Arcis.
Louise d’Aumont entstammte einer der reichsten Familien Frankreichs. Ihr Vermögen brachte sie in die Ehe mit Honoré ein, erhielt es jedoch nach der Scheidung wieder zurück. Während der Französischen Revolution wurde sie verhaftet und verbrachte einige Jahre im Gefängnis. Ihre Güter und ihr Vermögen wurden beschlagnahmt, nach der Restauration erhielt sie (1825) davon nur die nicht bereits verkauften Güter zurück.
Sie starb am 13. Dezember 1826 mittellos in Paris, sie wurde nach Monaco überführt und in der Kirche St. Nikolaus beigesetzt, die an der Stelle der heutigen Kathedrale Notre-Dame-Immaculée stand.